# Davit Babaian
Pour les articles homonymes, voir Babayan.
Davit Babaian, né en 1973 à Stepanakert, est un homme politique, ministre des Affaires étrangères du Haut-Karabagh de 2021 à 2023.

## Biographe
Davit Babaian est né en 1973 à Stepanakert. Le 18 avril 2019, il devient président du Part conservateur récemment fondé. Il est ainsi candidat à l'élection présidentielle de 2020 en Artsakh.
Nommé le 28 mai 2020 conseiller du président de la République, il devient ministre des Affaires étrangères en janvier 2021. Il redevient conseiller du président de la République en janvier 2023.
Après la capitulation du Haut-Karabagh lors de la guerre de 2023 au Haut-Karabagh, Davit Babaian déclare qu'il avait décidé de se rendre aux autorités azerbaïdjanaises. Le 30 septembre, le bureau du procureur général d'Azerbaïdjan annonce sa détention.